# Alexandre Farnese (cardenal)
Alexandre Farnese (Valentano, Estats Pontificis 1520 - Roma 1589) fou un príncep de Parma que va esdevenir cardenal.

## Orígens familiars
Va néixer el 5 d'octubre de 1520 a la ciutat de Valentano, que en aquells moments formava part dels Estats Pontificis i que avui en dia forma part de la província italiana de Viterbo, fill primogènit de Pere Lluís I de Parma i Girolama Orsini. Per línia paterna era net del papa Pau III, i fou germà del cardenal Ranuccio Farnese i el duc Octavi I de Parma.

## Carrera religiosa
Va estudiar a la ciutat de Bolonya i posteriorment fou nomenat administrador de la Diòcesi de Parma. El 18 de desembre de 1534 fou nomenat cardenal per part del seu avi Pau III, i va rebre molts altres càrrecs i beneficis, afavorit com a Vicecanceller de l'Església Catòlica Romana, Governador de Tívoli, arxipreste de la Basílica de Santa Maria la Major de Roma i de Sant Pere del Vaticà. Així mateix fou nomenat administrador apostòlic de la Diòcesi de Jaén (Espanya), Viseu (Portugal), Würzburg (Alemanya) i d'Avinyó (França). El 1536 fou nomenat bisbe de Monreale (Sicília), i el 1552 fundà un col·legi Jesuïta. Posteriorment fou bisbe de Massa el 1538 i arquebisbe de Tours el 1553. L'any 1580 fou nomenat arquebisbe de Cahors i bisbe de Benevento, Montefiascone, Òstia, Velletri i Degà del Col·legi Cardenalici.

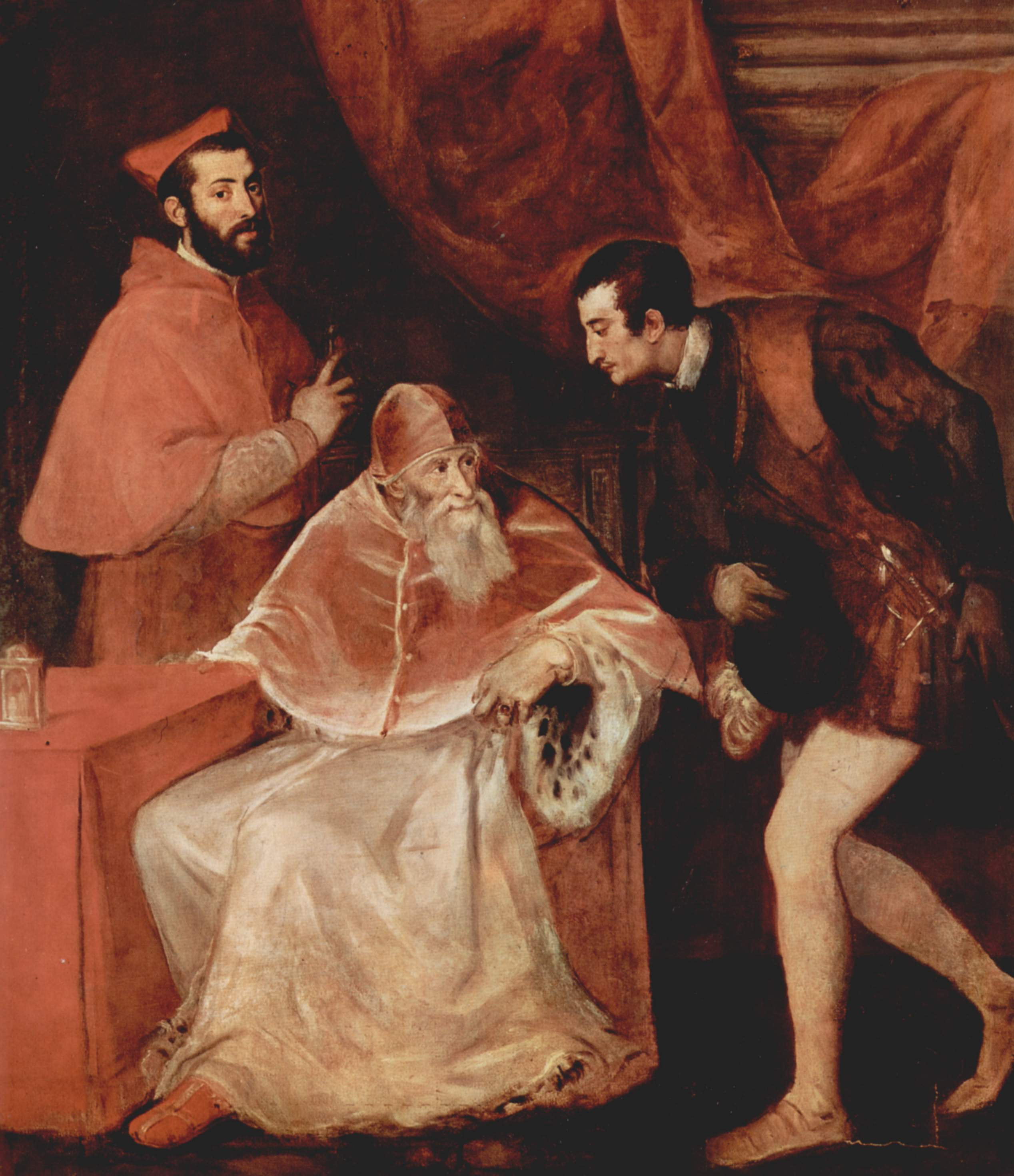
El papa Pau III amb els seus nets, el cardenal Alexandre Farnese i Octavi I de Parma, pintat per Ticià.

Amb el seu nomenament com a Llegat Papal aconseguí acordar la pau entre Carles V del Sacre Imperi Romanogermànic i Francesc I de França, acompanyant les tropes enviades pel papa per a donar suport a Carles V en contra de la Lliga d'Esmalcalda. Al llarg de la seva carrera es dedicà a restaurar un bon nombre d'esglésies, entre elles l'església de Gesú de Roma i la Vil·la Farnese.
Va morir el 2 de març de 1589 a la ciutat de Roma, i fou enterrat sota l'altar major de l'Església de Gesú.